# Доклад Слэттери

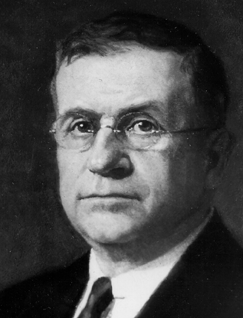
Автор идеи — министр внутренних дел США Гарольд Икес

Доклад Слэттери (англ. Slattery Report) — документ Министерствa внутренних дел США, официально озаглавленный «Проблема развития Аляски» (англ. The Problem of Alaskan Development). Он был опубликован в 1940 году, но не был поддержан и реализован.

## Описание проекта
В докладе предлагалось ускорить освоение Аляски за счёт увеличения иммиграции и, в частности, переселения туда беженцев из Европы, в первую очередь евреев из нацистской Германии и Австрии. Основными центрами приема иммигрантов должны были стать остров Баранова и долина Матанушка. Своё неофициальное название документ получил в честь заместителя министра внутренних дел Гарри Слэттери
Заселение Аляски еврейскими иммигрантами было впервые предложено министром внутренних дел США Гарольдом Икесом в 1938 году, через две недели после событий «Хрустальной ночи». Соответствующий законопроект был подготовлен сенатором Вильямом Кингом от штата Юта и конгрессменом Фрэнком Хэвнером от Калифорнии. Идею заполнения богатой природными ресурсами, но малонаселённой Аляски еврейскими иммигрантами Икес обсудил во время поездки на Аляску летом 1938 года. Программа была одобрена городами Питерсберг, Скагуэй и Сьюард. Икес предлагал не учитывать при заселении Аляски общие иммиграционные квоты. В поддержку плана был создан «Национальный комитет по развитию Аляски».

## Реакция
План не был поддержан ни администрацией Рузвельта, ни большинством лидеров еврейских организаций США и никогда не был претворен в жизнь. Президент Американского еврейского конгресса раввин Стивен Уайз заявил, что принятие этого предложения может привести к неверному впечатлению, что евреи захватывают часть страны.

## В литературе
Сюжет романа в жанре альтернативной истории «Союз еврейских полисменов» Майкла Шейбона базируется на допущении, что план Слэттери был осуществлён.